# جاستن كوكرين
جاستن كوكرين (بالإنجليزية: Justin Cochrane)‏ هو لاعب كرة قدم بريطاني، ولد في 26 يناير 1982 في حي هكني في لندن في المملكة المتحدة. شارك مع منتخب أنتيغوا وباربودا لكرة القدم. أما مع النوادي، فقد لعب مع بوريهام وود إف سي وروشدين ودايموندز وكوينز بارك رينجرز ونادي ألدرشوت تاون ونادي روذرهام يونايتد ونادي غيلينغهام ونادي كرو ألكساندرا ونادي ميلوول ونادي هايز ويوفل تاون.

## مسيرته الكروية
لعب جاستن كوكرين خلال مسيرته الاحترافية مع 12 ناديًا في ستة عشر موسمًا وسجل خلالها 14 هدفًا ضمن 222 مباراة. ولم يفز بأي موسم بالكأس أو بالدوري.
خاض جاستن كوكرين مسيرته مع نادي كوينز بارك رينجرز في موسم 2000–01 ولمدة موسمين، مشاركًا في مباراة ولم يسجل أي هدف. ثم انتقل إلى نادي هايز في موسم 2002–03 لمدة موسم واحد، حيث شارك في 35 مباراة سجل خلالها 7 أهداف. لينتقل بعدها إلى نادي كرو ألكساندرا في موسم 2003–04 واستمر معه طيلة ثلاثة مواسم، مشاركًا في 72 مباراة ولم يسجل أي هدف. ثم انتقل إلى نادي غيلينغهام في موسم 2005–06 لمدة موسم واحد، مشاركًا في 5 مباريات سجل خلالها هدفًا واحدًا. هذا وانتقل لاحقًا إلى نادي روذرهام يونايتد في موسم 2006–07 لمدة موسم واحد، مشاركًا في 31 مباراة سجل خلالها هدفًا واحدًا أيضًا. ثم انتقل بعدها إلى نادي ميلوول في موسم 2007–08 لمدة موسم واحد، مشاركًا في مباراة ولم يسجل أي هدف. ليعود وينتقل من جديد، لكن هذه المرة إلى نادي ألدرشوت تاون في موسم 2008–09 لمدة موسم واحد، مشاركًا في 10 مباريات ولم يسجل أي هدف أيضًا. لينتقل بعدها إلى هايز وييدينغ يونايتد ‏ في موسم 2009–10 لمدة موسم واحد، مشاركًا في 31 مباراة سجل خلالها هدفين. ثم لعب في نادي بوريهام وود إف سي في موسم 2010–11 في المرة الأولى لمدة موسم واحد ثم في موسم 2011–12 لمدة موسم واحد، مشاركًا طوالها في 17 مباراة ولم يسجل أي هدف. ليعود ويرتحل عنه إلى أنتيغوا براكودا ‏ ما بين عامي 2011 و2012 لمدة موسم واحد، مشاركًا في 4 مباريات سجل خلالها هدفًا واحدًا.

## وصلات خارجية
- جاستن كوكرين على موقع الاتحاد الدولي (مؤرشف)  (الإنجليزية)
- جاستن كوكرين على موقع قاعدة بيانات كرة القدم.إي يو (الإنجليزية)
- جاستن كوكرين على موقع ناشيونال فوتبول تيمز (الإنجليزية)
- جاستن كوكرين على موقع Soccerbase.com (لاعب) (الإنجليزية)